# Инцидент в Шег-Харборе
Инцидент в Шег-Харборе — сообщение о предположительном крушении неопознанного летающего объекта крупных размеров в водах близ порта Шег-Харбор, небольшой рыбацкой деревушки в канадской провинции Новая Шотландия, 4 октября 1967 года.
Предполагаемый инцидент расследовался как гражданскими (Королевская канадская конная полиция и Канадская береговая охрана), так и — предположительно — военными (Королевский канадский военно-морской флот и Королевские военно-воздушные силы Канады) органами правительства Канады. Канадским флотом проводилась по крайней мере одна операция по подводному поиску с целью попытаться найти останки связанного с инцидентом объекта. Правительство Канады заявило, что у него нет сведений о самолёте, который мог быть вовлечён в инцидент, и упавший объект, если событие на самом деле произошло, остаётся неопознанным по сей день. Это один из немногих случаев, когда в документах государственного учреждения официально утверждалось, что в инциденте имел место неопознанный летающий объект (это словосочетание было использовано в том числе в официальном отчёте о событии). Несколько опрошенных военных свидетелей, в том числе дайвер канадского флота, принимавшие участие в поисках, утверждали, что на Земле потерпел крушение инопланетный космический корабль. Было также утверждение, что некоторые свидетели подразделения вооружённых сил Соединенных Штатов были вовлечены в поиск. Дело было также кратко исследовано так называемым комитетом Кондона в США, который также не сумел представить объяснений по этому поводу.

## Ход событий
4 октября 1967 года в 23.20 по местному времени одиннадцать человек независимо друг от друга якобы наблюдали в ночном небе огни и контуры большого объекта, который затем врезался в воду в заливе Мэн и исчез в океане. Первоначально люди, как следовало из их сообщений, предположили, что стали свидетелями авиакатастрофы обычного самолёта, и незамедлительно вызвали представителей канадской полиции, представители которой прибыли на место, как сообщается, уже через 15 минут после события. Полицейские сразу же отправили запрос в Спасательно-координационный центр в Галифаксе, чтобы получить информацию о самолётах, которые могли разбиться в этом районе, и организовали поисково-спасательную операцию, к которой присоединились канадская береговая охрана и местные рыболовецкие суда. Тем не менее, не было найдено ни выживших, ни каких-либо обломков предполагаемого самолёта. На следующее утро центр в Галифаксе сообщил, что ни один военный или гражданский самолёт, который мог пролетать в данном регионе, не пропал без вести. Окончательно безрезультатные поиски были завершены 9 октября. Официальная история поисков на этом заканчивается, однако существует неподтверждённая информация о том, что впоследствии в этом регионе канадскими и американскими военными проводилась засекреченная поисковая операция.

## Реакция
Реальность инцидента не является безусловным фактом. Спасательная операция была организована только потому, что полицейские поверили жителям деревни ввиду сравнительно большого числа очевидцев.
По данным Библиотеки и архива Канады, единственным сохранившимся письменным отчётом о событии, который может заслуживать доверия, является письмо в Департамент национальной обороны, датированное 4 октября 1967 года, автором которого якобы является капрал Канадской конной полиции. В нём говорится о том, что он и шесть других свидетелей наблюдали неопознанный летающий объект, который резко стал терять высоту, а затем упал в океан. После инцидента на поверхности воды будто бы появилось белое свечение. Полицейский пытался добраться до объекта, но он опустился до того, как тот прибыл на место. Никаких других официальных документов об инциденте не сохранилось.
Осенью 1967 года дело рассматривалось в США так называемым комитетом Кондона, занимавшимся анализом сообщений об НЛО. Несмотря на раскрытие огромного количества подобных сообщений как ошибок или мистификаций, в данном случае комитет не смог найти подходящего объяснения.
Инцидент привлёк широкое внимание канадской прессы - в частности, в октябре 1967 года о нём написали многие крупные газеты Галифакса.